# Rhotala formosana
Rhotala formosana är en insektsart som beskrevs av Matsumura 1914. Rhotala formosana ingår i släktet Rhotala och familjen vedstritar. Inga underarter finns listade i Catalogue of Life.